# Bargarh
Bargarh fou un estat tributari protegit situat a l'Índia central al límit entre Chhattisgarh i Orissa i avui a Orissa on forme el districte de Bargarh. La capital era Bargarh (ciutat) que fou una fortalesa construïda per la dinastia chauhan, suposadament per Balaram Dev, raja chauhan de Sambalpur, que la va tenir per un temps com a capital. El darrer raja chauhan abans de l'annexió maratha el 1799, va concedir Bargarh en maufi (tinença lliure) a dos germans bramins, Krushna Dash i Narayan Dash, fills de Baluki Dash, que havia estat mort en combat contra els gonds rebels dirigits per Baldia Ray i Mahapatra Ray. La resta del territori coneguda com a Borasambar, fou un zamindari de 2.178 km², que fou conegut com a zamindari de Borasambar fins que la capital es va traslladar a Padampur; la família governant del zamindar era la Binjhal del clan Pat-Bariha.
El raja de Bargarh es va revoltar contra els britànics el 1833 i fou derrotat. Bona part del seu territori fou concedit a Deonath Singh de Raigarh, que havia participat a sufocar la revolta; els territoris cedits van formar la pargana de Bargarh. Ver Surendra Sai de Bargarh va lluitar contra els britànics des de la seva base a la muntanya de Debrigarh a la serra de Barapahad, i va durar fins al 1858. Les coves de Barabakhra eren el lloc de reunió dels rebels. Debrigarh va ser després convertida en santuari per tigres.